# Bui Simon
Bui Simon (tên khai sinh là Porntip Nakhirunkanok (tiếng Thái: ภรณ์ทิพย์ นาคหิรัญกนก; RTGS: Phonthip Nakhirankanok; phát âm [pʰɔ̄ːn.tʰíp nâːk.hì.rān.kā.nòk]); sinh ngày 7 tháng 2 năm 1968) là một người Mỹ gốc Thái, nhà từ thiện và hoa hậu đã đăng quang Hoa hậu Hoàn vũ 1988. Simon là chủ tịch và là người sáng lập của Angels Wings Foundation. Cô nằm trong Hội đồng Quản trị của Đại học Pepperdine, Hội đồng Quản trị của Bảo tàng Trẻ em Indianapolis với tư cách là Cố vấn Xuất sắc và cũng nằm trong Hội đồng Quản trị của Quỹ Dream.

## Tiểu sử
Porntip Nakhirunkanok sinh ra ở Băng Cốc, Thái Lan. Biệt danh của cô ấy là "Bui" (tiếng Thái: ปุ๋ย, RTGS: Pui, phát âm [pǔj]), là tên cô ấy ưa thích. Nó có nghĩa là "ngủ như một đứa trẻ" trong tiếng Thái. Vào đầu những năm 70, cô được gia đình đưa đến Hoa Kỳ. Cô theo học trường trung học Washington Irving và trường trung học Franklin ở Los Angeles. Bà có một người em gái qua đời vào năm 2005. Vào tháng 8 năm 1988, Nakhirunkanok đã được Nhà vua Bhumibol Adulyadej truy tặng Huân chương Bắc đẩu Bội tinh của Hoàng gia Thái Lan vì đã giúp đỡ trẻ em khó khăn. Cô đã nhận được Trang trí Hoàng gia lần thứ hai vào năm 2001, Đồng hành của Vương miện cao quý nhất của Thái Lan.
Năm 1989, bà được Bộ trưởng Bộ Ngoại giao Thái Lan phong là Đại sứ thiện chí của Liên hợp quốc tại Thái Lan. Với tư cách là Đại sứ thiện chí, bà đã phát biểu trước Đại hội đồng Liên hợp quốc về Công ước Quyền trẻ em. Cô tốt nghiệp cử nhân tâm lý học tại Đại học Pepperdine.
Năm 2002, cô kết hôn với Herbert Simon, một doanh nhân người Mỹ là chủ sở hữu của đội bóng rổ Indiana Pacers và Simon Property Group.

## Các cuộc thi sắc đẹp
Năm 1983, khi mới 15 tuổi, Simon đã tham gia cuộc thi Hoa hậu Tuổi Teen California Mỹ, với ngôi vị Á hậu 1. Khi trở về Thái Lan, cô tham gia cuộc thi Hoa hậu Thái Lan 1988 được tổ chức tại Băng Cốc, nơi cô giành quyền đại diện cho Thái Lan tại cuộc thi Hoa hậu Hoàn vũ 1988.
Ở tuổi 20, Simon đã đăng quang ngôi vị Hoa hậu Hoàn vũ 1988 vào ngày 24 tháng 5 năm 1988 tại Đài Bắc, Đài Loan. Cô trở thành người phụ nữ Thái Lan thứ hai giành được danh hiệu này sau Apasra Hongsakula, Hoa hậu Hoàn vũ 1965. Cô vào bán kết ở vị trí thứ 4, xếp ngay sau Hoa Kỳ, Cộng hòa Dominican và Hàn Quốc. Cô nhận được điểm phỏng vấn là 9,730, điểm áo tắm là 9,684 và điểm trang phục dạ hội là 9,752. Simon trở thành người phụ nữ đầu tiên giành được cả giải Hoa hậu Hoàn vũ và Trang phục dân tộc đẹp nhất trong một cuộc thi. Tại thời điểm đăng quang, Simon nặng 51 kg, cao 1m70. Sau một năm đăng quang Hoa hậu Hoàn vũ 1988, Simon có bài phát biểu và chào tạm biệt, sau đó trao vương miện cho người kế nhiệm là Hoa hậu Hoàn vũ 1989, Angela Visser đến từ Hà Lan. Cuộc thi được tổ chức tại Cancun, Mexico.